# 케이트 매키넌
케이트 매키넌(Kate McKinnon, 1984년 1월 6일 ~ )은 미국의 배우, 성우, 코미디언이다. SNL 크루로서 이름을 알렸으며, 영화 《고스트버스터즈》 리부트에서 "질리언 홀츠먼" 역으로 출연했다.
케이트의 장기는 유명인사 흉내 개그이다. 그 중 가수 저스틴 비버, 진행자 엘렌 디제너러스, 정치인 힐러리 클린턴, 독일 총리 앙겔라 메르켈을 따라한 것이 유명하다. 프라임타임 에미 코미디 부문 여우조연상에 4회 지명됐으며, 2016년 처음으로 해당 부문에서 수상했다.

## 어린 시절
1984년 1월 6일 미국 뉴욕주 시클리프에서 태어나 성장했다. 아버지 마이클 토마스 버트홀드는 건축가였으며, 어머니는 로라 캠벨이다. 에밀리라는 여동생 한 명이 있다. 18살 때 아버지가 돌아가셨다.
어릴 적 피아노, 첼로, 기타를 배웠다. 2002년 노스 쇼어(North Shore) 고등학교를 졸업했고, 2006년 콜럼비아 대학교에서 연극 학위를 따며 졸업했다. 대학 시절 "티 파티"라는 즉흥 코미디 그룹을 공동 창립했다.

## 경력
2007년, 로고 TV의 빅 게이 스케치 쇼에 합류해, 세 시즌동안 멤버로서 활동했다.
2008년부터 뉴욕 시 Upright Citizens Brigade Theatre 극장에서 정기적으로 스케치 코미디 공연을 했다. 《벤처 브라더스》(The Venture Bros.), 《로보토미》(Robotomy), 《어글리 아메리칸스》(Ugly Americans)에 성우로도 참여했다. 2016년, 영화 《고스트버스터즈》 리부트의 주연 중 한 명을 맡았다.

### SNL
2012년 4월 7일, 새터데이 나이트 라이브에 피처드 플레이어(Featured Player; SNL 멤버에는 직급이 있다.)로서 처음으로 출연했다. SNL 최초 커밍아웃 레즈비언 멤버이며, 테리 스위니, 대니트라 밴스를 이어 세번째 동성애자 멤버이다. 시즌 39에서 레퍼토리 플레이어(Repertory Player)로 승진했다.
2013년, EWwy 코미디 부문 여우조연상 후보에 지명됐다. SNL에서의 활약으로, 2014년 미국 코미디상 시상식에서 TV 부문 여우조연상을 수상했다. 2014년, 에미상 코미디 시리즈 부문 여우조연상 후보에 지명됐으며, 동료들과 함께 부른 "(Do It On My) Twin Bed"라는 노래로 최우수 오리지널 음악 및 가사상 후보에도 올랐다. 2015년, 두번째로 코미디 시리즈 부문 여우조연상 후보에 올랐다. 그리고 다음 해인 2016년, 전년과 동일 부문에서 에미상을 타면서, 코미디 시리즈 부문 여우조연상을 탄 최초의 SNL 연기자가 되었다.
2016년 미국 대통령 선거에 출마한 힐러리 클린턴을 연기했다. 시즌 41의 한 코너에 진짜 힐러리 클린턴과 함께 출연했다.

### 흉내낸 유명인사들
케이트의 장기는 유명인사 흉내 개그이다.
- 이기 아잘리아
- 잉그리드 버그만
- 저스틴 비버
- 케이트 블란쳇 (영화 《캐롤》의 캐롤)
- 케이트 볼두언
- 수잔 보일
- 테레사 카푸토
- 에밀리아 클라크
- 힐러리 클린턴
- 타바사 코피
- 바바라 코코란
- 페넬로페 크루즈
- 엘런 디제너러스
- 로버트 더스트
- 이디 팰코
- 조디 포스터
- 루스 베이더 긴스버그
- 린제이 그레이엄
- 호지어
- 자넷 허카비
- 크리스 제너
- 빌리 진 킹
- 제미마 커크 (TV 드라마 《걸스》의 제사 조핸슨)
- 로드
- 제인 린치
- 앙겔라 메르켈
- 다이에나 네드
- 앤 롬니
- 캐슬린 시벨리어스
- 샤키라
- 에드 시런
- 매기 스미스
- 마사 스튜어트
- 키스 어번
- 데비 와서만 슐츠
- 카리서 판 하우턴 (TV 드라마 《왕좌의 게임의 멜리산드레》)
- 그레타 반 서스터렌

### 기타 활동
동생 에밀리 린과 노터리 퍼블릭스 (Notary Publix)라는 웹 시리즈의 공동 제작·주연을 맡았다. 2015년, 포드 모터 컴퍼니의 포드 포커스의 여러 광고에 출연했다.
애니메이션 《심슨 가족》 시즌 27 에피소드 14 "Gal of Constant Sorrow"에서 해티 역으로 목소리 연기를 했다. 또, 애니메이션 《패밀리 가이》 시즌 14 에피소드 6 "Peter's Sister"에서 헤비 플로 역을, 에피소드 15 "An App a Day"에서 카렌 역을 목소리 연기했다. 영화 《도리를 찾아서》, 《앵그리버드 더 무비》에서도 목소리 연기를 했다.

## 사생활
케이트는 레즈비언로서 커밍아웃했다.
"니노 포시타노"라는 이름의 고양이를 한 마리를 기르는데, 아들처럼 여긴다고 한다.
자신의 뜻을 잘못 전할 수도 있을 염려 때문에 공개적으로 SNS는 하지 않는다.
힐러리 클린턴 흉내를 존경의 뜻을 가지고 했다고 밝혔다. 2016년 미국 대통령 선거에서 힐러리 클린턴을 지지한다고 밝혔다.

## 출연 작품
- 19곰 테드 2 (2015) - 본인 역
- 시스터즈 (2015)
- 앵그리버드 더 무비 (2016) - 스텔라 / 에바 역
- 도리를 찾아서 (2016) - 이네즈 역 (목소리)
- 마스터마인드 (2016)
- 레이디스 나잇 (2017) - 피파 역
- 발레리나 (2017)
- 페르디난드 (2017) - 늙은 양 루페 역 (목소리)
- 고스트 버스터즈 (2016) - 질리언 홀츠먼 박사 역
- 나를 차버린 스파이 (2018) - 모건 프리먼 역
- 대체불가 당신 (2018)
- 패밀리 (2018)
- 예스터데이 (2019) - 데브라 해머 역
- 밤쉘: 세상을 바꾼 폭탄선언 (2019) - 제스 카 역
- DC 리그 오브 슈퍼-펫 (2022) - 루루 기니피그 역 (목소리)
- 바비 (2023) - 이상한 바비 역
- A MINECRAFT MOVIE 마인크래프트 무비 (2025) - 알렉스 역